# Enrique Sánchez Abulí
Enrique Sánchez Abulí (Palau-del-Vidre, Francia; 20 de febrero de 1945) es un guionista de cómic y traductor español, creador del personaje irreverente de Torpedo 1936 en 1981, dibujado por Alex Toth; ya en 1982, con uno de los maestros del blanco y negro, Jordi Bernet.

## Biografía

### Inicios
Ya desde muy niño era muy aficionado a los juegos de palabras, los retruécanos; aprendió el oficio de escritor de su padre Enrique Sánchez Pascual, forjando la profesión desde casa como alumno aventajado. Inició su carrera en los años 60, en Hazañas Bélicas, continuando con diversos trabajos de agencia para S.I. Selecciones Ilustradas, tanto como guionista como traductor, algo para lo que realmente estaba dotado, con traducciones de textos del francés, inglés e italiano. En la década de los 70, realizó junto con Chiqui de la Fuente la serie de Curro (en 1970, en "Gaceta Junior"); Juanito er Kiko con Joan Bernet Toledano "Trinca" en 1971. En 1974 realizó para Producciones Editoriales: Aventuras, dos títulos: Buck y familia, con Buxadé y Medicina Mágica con Leandro Blasco. Ya en 1977, escribió algún que otro episodio de Jeff Blake, el Hombre de Pinkerton, para la revista Kung-Fu (n.º 9, con Luis Bermejo).

### En elboom del cómic
En 1982, realiza con Esteban Maroto, Zodíaco, para la revista "1984". Ese mismo año, aparece el genial Torpedo 1936, con 15 álbumes en su haber, tras su finalización por desavenencias entre los autores en el año 2000. El misionero (en Comix Internacional, 1983) con Amador; Perla (en Metropol, 1983), con José Ortiz. Brumas con Joan Boix (Creepy primera época, 1984). Con Bernet realiza otra historia, De vuelta a casa (Zona 84, 1984); Alex Magnum, con Alfredo Genies (Zona 84, 1985); Demasiado humano con Toni Garcés; Moko (Más Madera, Cimoc, 1985, 1991), de nuevo con Genies; Insegurini, con Martz Schmidt (en TBO, Ediciones B, 1988); Mr. Monster y otros relatos, con Bernet (Makoki, 1990).

### Trabajos posteriores
En 1992, Abulí publicó en "El Jueves" otra de sus grandes series: Kafre, con Das Pastoras. También participó en la colección Relatos del Nuevo Mundo y firmó 13 Relatos Negros con el dibujante argentino Oswal.
Durante años colaboró con el dibujante chileno Félix Vega para la revista "Playboy", realizando historietas eróticas mensuales. Con el mismo dibujante publicó en Planeta María Dólares y Asesinos Anónimos; esta última fue obra de teatro antes que cómic. Es asimismo guionista de Historias Tremendas, libro a tres bandas con los dibujantes Oswal y Darko Perović.
En 1995, volvió a trabajar en la revista "El Jueves" con el dibujante Antoni Garcés en la serie Bobot.
Está preparando historias con tres dibujantes que son a la vez grandes amigos: Oswald, Félix Vega y Darko, y traduce cómics, sobre todo para la editorial Norma.

### Vida personal
El 4 de abril de 2020 se confirmó mediante familiares y la editorial Norma que estaba afectado por el COVID-19 y se estaba recuperando.Actualmente, vive retirado en la ciudad de Sabadell(Barcelona).

## Obra
| Años | Título                                        | Dibujante               | Tipo                 | Publicación                                                                               |
| ---- | --------------------------------------------- | ----------------------- | -------------------- | ----------------------------------------------------------------------------------------- |
| 196  | Hazañas Bélicas                               |                         | Serial               | Toray                                                                                     |
| 1970 | Curro                                         | Chiqui de la Fuente     | Serie                | Gaceta Junior                                                                             |
| 1971 | Juanito, er Kiko                              | Bernet Toledano         | Serie                | Trinca                                                                                    |
| 1974 | Buck y familia                                | Buxadé                  | Álbum de historietas | Producciones Editoriales                                                                  |
| 1974 | Medicina mágina                               | Leandro Blanco          | Álbum de historietas | Producciones Editoriales                                                                  |
| 1977 | Jeff Blake, el Hombre de Pinkerton n.º 9      | Luis Bermejo            | Serie                | Kung-Fu                                                                                   |
| 1979 | La Esfinge                                    | Esteban Maroto          | Serie                | 1984                                                                                      |
| 1982 | Zodíaco                                       | Esteban Maroto          | Serie                | 1984                                                                                      |
| 1983 | Torpedo 1936                                  | Alex Toth, Jordi Bernet | Serie                | Creepy                                                                                    |
| 1983 | El misionero                                  | Amador                  | Serie                | Comix Internacional + Ilustración                                                         |
| 1983 | Perla                                         | José Ortiz, Cardona     | Serie                | Metropol                                                                                  |
| 1984 | Brumas                                        | Juan Boix               | Serie                | Creepy                                                                                    |
| 1984 | De vuelta en casa                             | Jordi Bernet            | Serie                | Zona 84                                                                                   |
| 1985 | Alex Magnum                                   | Geniés                  | Serie                | Zona 84                                                                                   |
| 1985 | Demasiado humano                              | Antoni Garcés           | Serie                | Cimoc                                                                                     |
| 1985 | Moko                                          | Geniés                  | Serie                | Más Madera!                                                                               |
| 1988 | Insegurini                                    | Martz Schmidt           | Serie                | TBO                                                                                       |
| 1992 | Kafré                                         | Das Pastoras            | Serie                | El Jueves                                                                                 |
| 1992 | El buitre es ave de paso                      | Oswald                  | Serie                | Makoki                                                                                    |
| 1992 | Historias negras                              | Jordi Bernet            | Serie                | Makoki                                                                                    |
| 1992 | Magallanes y Elcano - El océano sin fin       | Luis Bermejo            | Álbum de historietas | Sociedad Estatal Quinto Centenario / Planeta-DeAgostini: Relatos del Nuevo Mundo, núm. 5  |
| 1992 | La epopeya de Chile - La Tierra de la Quimera | Alfonso Font            | Álbum de historietas | Sociedad Estatal Quinto Centenario / Planeta-DeAgostini: Relatos del Nuevo Mundo, núm. 18 |
| 1995 | Bobot                                         | Antoni Garcés           | Serie                | El Jueves                                                                                 |